# بوبي بروخ
بوبي بروخ (بالإنجليزية: Bobby Bruch)‏ (9 سبتمبر 1966 بالولايات المتحدة - ) هو مدرب كرة قدم ولاعب كرة قدم أمريكي في مركز الوسط. لعب مع لوس أنجلوس لايزرز وSeattle Storm (soccer) ‏ وLos Angeles Heat ‏ وCalifornia Kickers ‏ وAnaheim Splash ‏.